# Cyrille Verbrugge
Cyrille Verbrugge (Moeskroen, 8 november 1866 - Antwerpen, 4 mei 1929) was een Belgisch schermer.

## Levensloop
Verbrugge nam deel aan de Olympische Zomerspelen in 1906 en won tweemaal een gouden medaille op de onderdelen degen en sabel in de klasse voor leraren. Achteraf veranderde het IOC de status van de spelen uit 1906 in tussenliggende spelen en de prestaties worden niet meegeteld in de officiële olympische statistieken. Op de Olympische Zomerspelen in 1900 was hij op het onderdeel floret voor leraren als vijftiende geëindigd. 
Zijn zoon Jean was eveneens actief in het schermen.